# BV De Graafschap in het seizoen 1958/59
Het seizoen 1958/1959 was het vijfde jaar in het bestaan van de Doetinchemse betaaldvoetbalclub De Graafschap. De club kwam uit in de Eerste divisie A en eindigde daarin op de 14e plaats.

## Wedstrijdstatistieken

### Eerste divisie A
|       | AGOVV | Alkmaar '54 | BVV   | D.F.C. | Eindhoven | Fortuna | Haarlem | Helmond | Leeuwarden | Limburgia | SVV   | Volendam | VSV   | Wageningen | ZFC   |
| ----- | ----- | ----------- | ----- | ------ | --------- | ------- | ------- | ------- | ---------- | --------- | ----- | -------- | ----- | ---------- | ----- |
| Thuis | 0 – 1 | 3 – 1       | 1 – 1 | 3 – 2  | 1 – 3     | 2 – 0   | 4 – 1   | 0 – 1   | 0 – 2      | 1 – 1     | 1 – 1 | 2 – 0    | 0 – 0 | 3 – 4      | 3 – 1 |
| Uit   | 0 – 2 | 3 – 2       | 6 – 2 | 1 – 1  | 4 – 1     | 2 – 0   | 6 – 2   | 0 – 0   | 3 – 2      | 2 – 0     | 1 – 0 | 5 – 1    | 2 – 2 | 4 – 2      | 6 – 1 |

## Statistieken De Graafschap 1958/1959

### Eindstand De Graafschap in de Nederlandse Eerste divisie A 1958 / 1959
| Stand | Gespeeld | Gewonnen | Gelijk | Verloren | Punten | Doelpunten voor | Doelpunten tegen |
| ----- | -------- | -------- | ------ | -------- | ------ | --------------- | ---------------- |
| 14e   | 30       | 7        | 7      | 16       | 21     | 42              | 65               |

### Topscorers
| Competitie \| # \| Naam \| \| \| ------ \| ----------------- \| -- \| \| 1. \| Wim van de Schuur \| 11 \| \| 2. \| Cor Smulders \| 9 \| \| 3. \| Gerrit Selderhuis \| 8 \| \| 4. \| Gerrit Kluin \| 5 \| \| 5. \| Bennie Sluiter \| 3 \| \| 5. \| Paul Vet \| 3 \| \| 7. \| Gerrit Bosveld \| 1 \| \| 7. \| Jan Bovenius \| 1 \| \| 7. \| Karel Weijand \| 1 \| \| Totaal \| Totaal \| 42 \| |                   |      |
| # | Naam              | Goal |
| 1. | Wim van de Schuur | 11   |
| 2. | Cor Smulders      | 9    |
| 3. | Gerrit Selderhuis | 8    |
| 4. | Gerrit Kluin      | 5    |
| 5. | Bennie Sluiter    | 3    |
| 5. | Paul Vet          | 3    |
| 7. | Gerrit Bosveld    | 1    |
| 7. | Jan Bovenius      | 1    |
| 7. | Karel Weijand     | 1    |
| Totaal | Totaal            | 42   |